# Grus paradisea
La grulla del paraíso o grulla de Stanley (Anthropoides paradiseus) es una especie de ave gruiforme de la familia Gruidae que habita en los países del África austral. No se conocen subespecies. La grulla del paraíso es el ave nacional de Sudáfrica.

## Galería

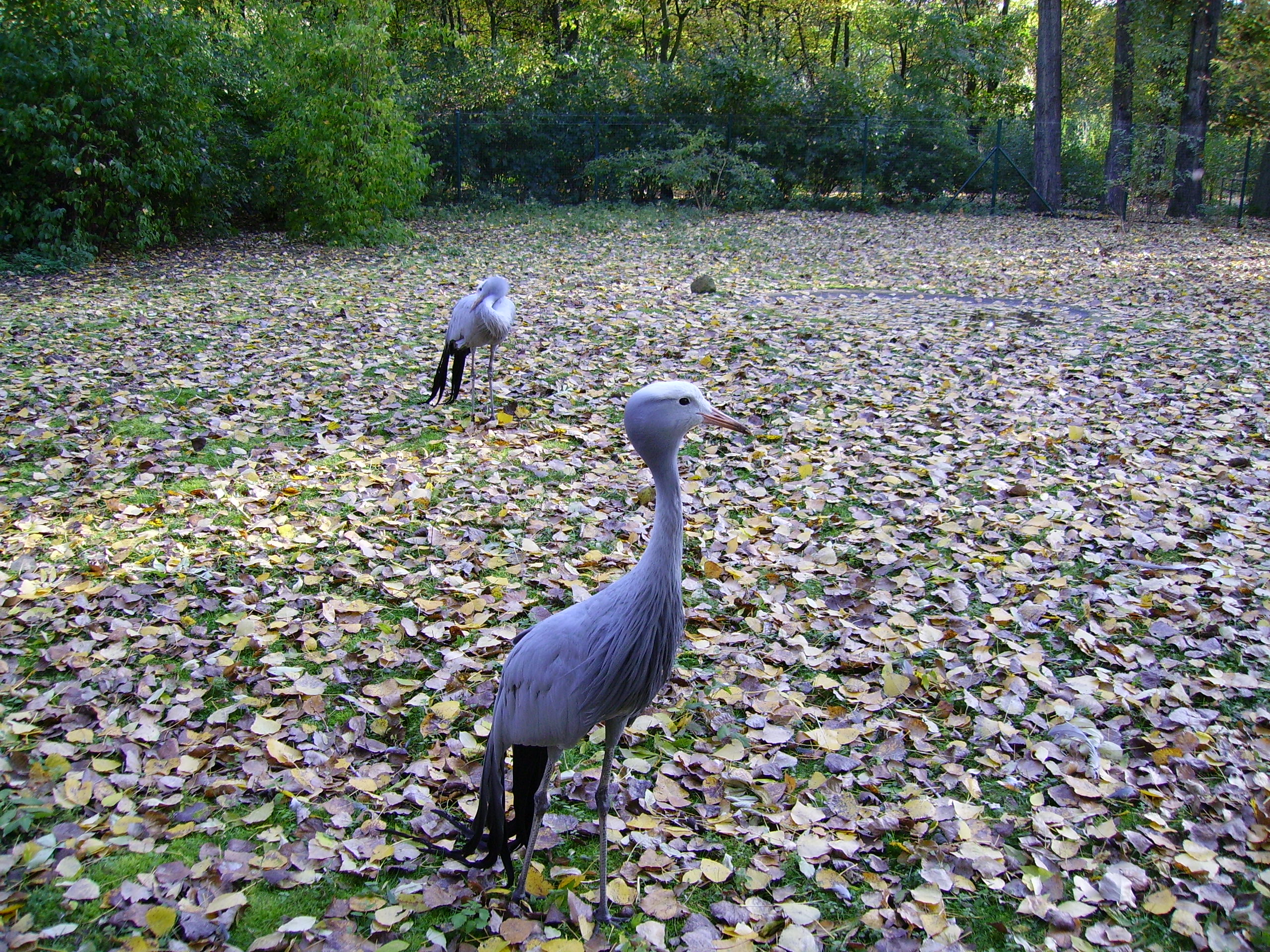
Pareja de grullas del paraíso.
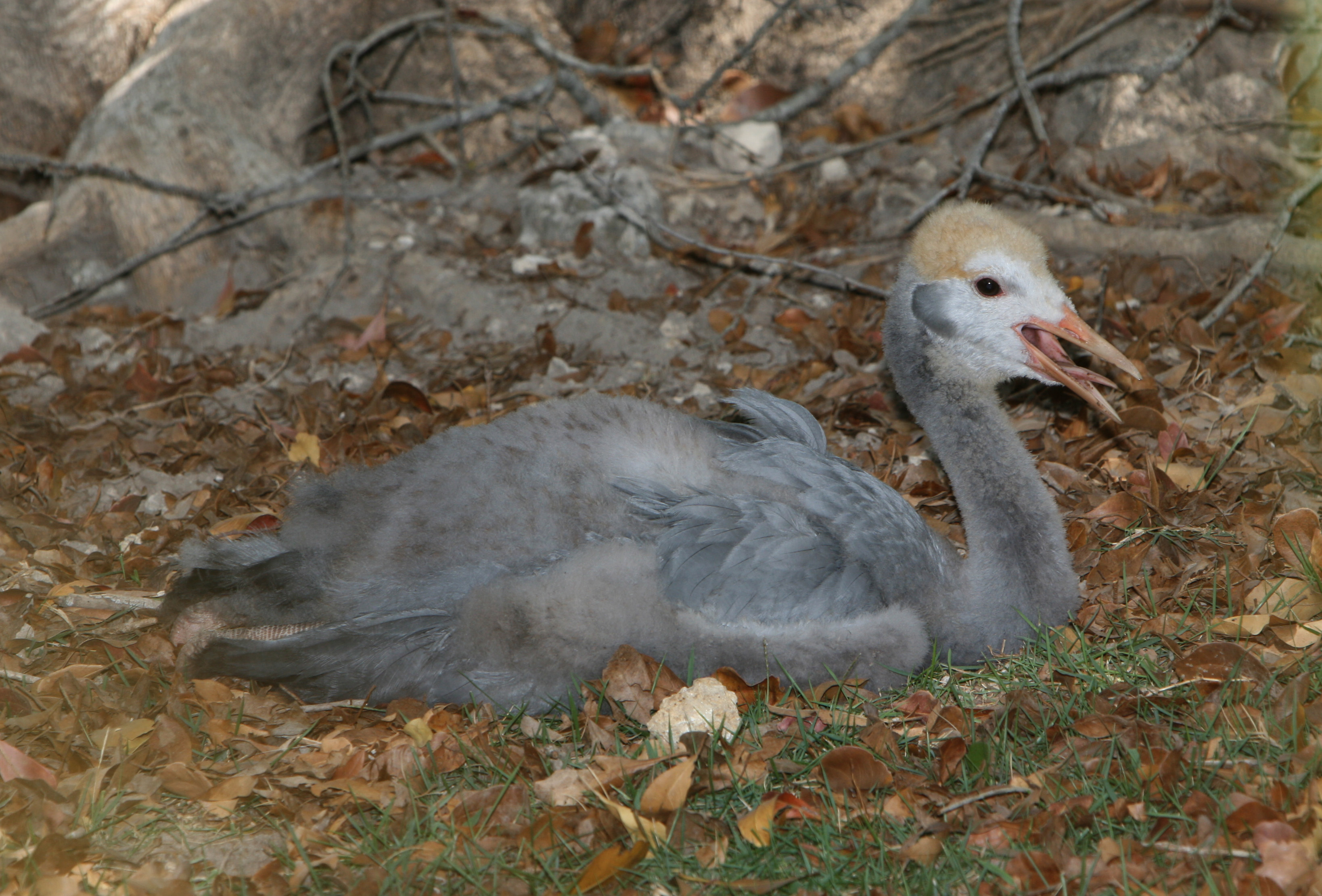
Polluelos de grulla del paraíso.
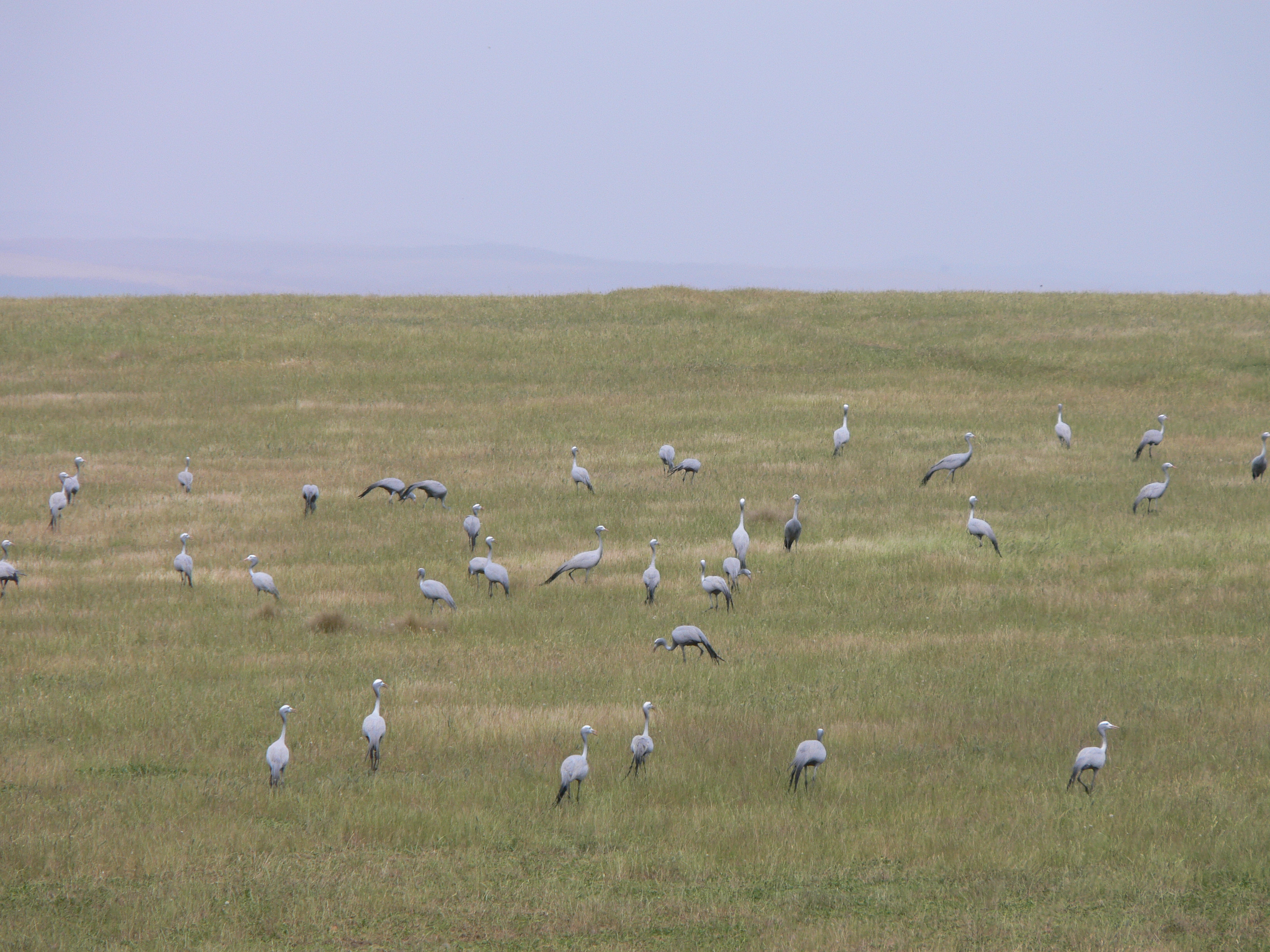
Grulla del paraíso Bontebok en el Parque Nacional de Western Cape, Sudáfrica
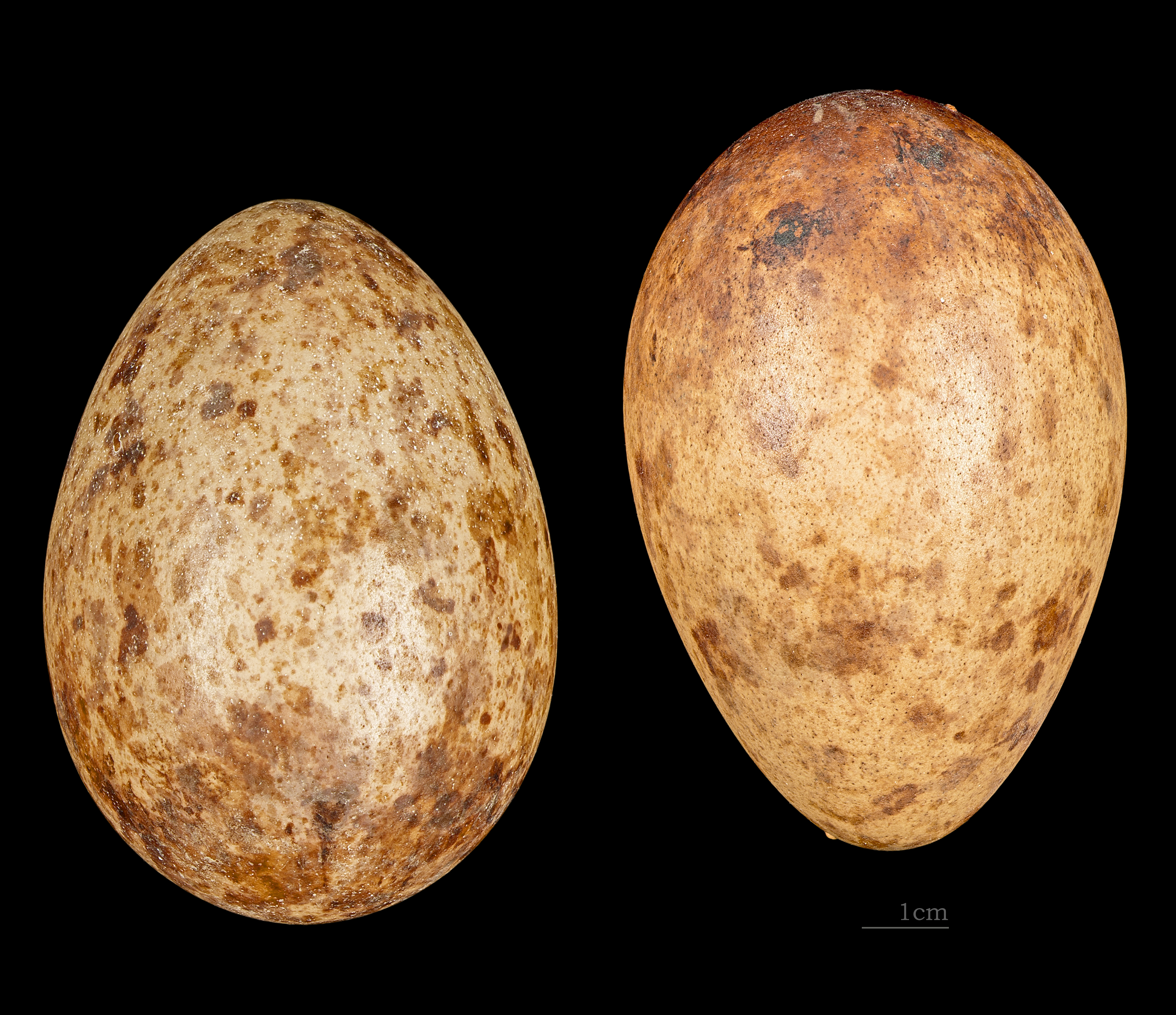
Huevos de grulla del paraíso